# François Rom
François Rom (* 8. April 1882 in Antwerpen; † 2. Februar 1942) war ein belgischer Degenfechter.

## Erfolge
François Rom nahm an zwei Olympischen Spielen teil. Bei den Olympischen Spielen 1908 in London sicherte er sich mit Paul Anspach, Fernand de Montigny, Désiré Beaurain, Fernand Bosmans, Ferdinand Feyerick und Victor Willems die Bronzemedaille im Mannschaftswettbewerb mit dem Degen. In der Einzelkonkurrenz schied er in der Halbfinalrunde aus. 1912 erreichte er in Stockholm mit der belgischen Equipe die Finalrunde, die er mit Henri Anspach, Paul Anspach, Robert Hennet, Jacques Ochs, Fernand de Montigny, Gaston Salmon und Victor Willems auf dem ersten Rang beendete und somit Olympiasieger wurde.